# Mesa Chica la Gloria
Mesa Chica la Gloria är en ort i Mexiko.   Den ligger i kommunen Papantla och delstaten Veracruz, i den sydöstra delen av landet, 230 km öster om huvudstaden Mexico City. Mesa Chica la Gloria ligger 61 meter över havet och antalet invånare är 684.
Terrängen runt Mesa Chica la Gloria är platt österut, men västerut är den kuperad. Runt Mesa Chica la Gloria är det ganska tätbefolkat, med 230 invånare per kvadratkilometer. Närmaste större samhälle är Martínez de la Torre, 18,3 km söder om Mesa Chica la Gloria. Omgivningarna runt Mesa Chica la Gloria är en mosaik av jordbruksmark och naturlig växtlighet.